# Bantik jezik
Bantik jezik (ISO 639-3: bnq), austronezijski jezik sangirijske skupine kojim govori 11.000 ljudi (Wurm and Hattori 1981) na nevelikom području u jedanaest sela na sjevernom poluotoku Celebesa, Indonezija.
Bantičkim jezikom govore pripadnici narod Bantik, a znaju se služit i manado malajskim [xmm]. S jezicima ratahan [rth] i talaud [tld] čine južnu sangirijsku podskupinu.

## Vanjske poveznice
- Ethnologue (14th)
- Ethnologue (15th)